# Giang Đông lục thập tứ đồn
Giang Đông lục thập tứ đồn là một nhóm các thôn làng người Mãn nằm ở tả ngạn (bắc) của sông Amur (Hắc Long Giang), đối diện với Hắc Hà; và nằm trên bờ đông của sông Zeya, đối diện với Blagoveshchensk. Tổng diện tích các khu vực này là 3.600 kilômét vuông (1.400 dặm vuông Anh).

## Lịch sử
Vào mùa hè năm 1857, đế quốc Nga đã đề nghị bồi thường cho triều đình nhà Thanh nếu như họ buộc các cư dân người Mãn dời khỏi khu vực; tuy nhiên, đề nghị của người Nga đã bị khước từ. Năm sau, theo điều ước Ái Hồn năm 1858, triều đình nhà Thanh đã nhượng vùng đất ở phía bắc Hắc Long Giang cho Nga. Tuy nhiên, các thần dân của triều Thanh sinh sống ở phía bắc của sông được phép "giữ chỗ ở của họ vĩnh viễn nắm dưới thẩm quyền của chính quyền Mãn Châu".
Ước tính sớm nhất được biết đến của Nga (1859) cho thấy số thần dân của triều Thanh tại "khu Ngoại Zeya" là 3.000, song không có phân loại về sắc tộc; ước tính sau đó (1870) đưa ra con số 10.646, bao gồm 5.400 người Hán, 4.500 người Mãn và 1.000 người Đạt Oát Nhĩ. Các ước tính được công bố cuối thập niên 1870 và đầu thập niên 1880 thay đổi từ 12.000 đến 16.000, lên đến đỉnh điểm vào năm 1894, với con số 16.102 (bao gồm 9.119 người Hán, 5.783 người Mãn, và 1.200 người Đạt Oát Nhĩ). Sau đó, các con số được ghi nhận đã giảm xuống (7.000 đến 7.500 cư dân được ghi nhận mỗi năm từ 1895 đến 1899); tuy nhiên, lúc đó, các dân làng Ngoại Zeya chỉ là một thiểu số so với những người Hán hiện diện tại khu vực. Giả dụ, bên cạnh các dân làng Ngoại Zeya, số liệu thống kê vào năm 1898 ghi nhận có 12.199 otkhodniki (công nhân nhập cư) người Hán và 5.400 thợ mỏ người Hán trong tỉnh Amur vào thời điểm đó, cũng như 4.008 cư dân đô thị người Hán tại Blagoveshchensk và có lẽ ở những nơi khác.
Trong khởi nghĩa Nghĩa Hòa Đoàn năm 1900, quân Thanh đã cố gắng phong tỏa tàu thuyền của Nga đi lại trên sông Amur gần Ái Hồn, bắt đầu từ 16 tháng 7, và tấn công Blagoveshchensk cùng với những đạo tặc Hồng hồ tử người Hán., thống đốc quân sự của Nga tại khu vực Amur, trung tướng Konstantin Nikolaevich Gribskii, đã ra lệnh trục xuất tất cả các thần dân của nhà Thanh còn ở lại bờ bắc sông Amur. Lệnh này không những áp dụng cho dân làng, mà còn áp dụng với các thương nhân và công nhân người Hán sinh sống tại Blagoveshchensk, nơi họ chiếm từ 1/6 đến 1/2 trong tổng số 30.000 cư dân tại địa phương. Họ bị cảnh sát địa phương đưa đi và bị lùa xuống sông; hầu hết trong số họ đều không biết bơi và đã có hàng nghìn người chết đuối. Theo một ước tính, hai sự kiện vào ngày 17 và 21 tháng 7 năm 1900 đã cướp đi mạng sống của 2000 và 5000 người Trung Quốc. Vụ thảm sát khiến người Trung Quốc giận dữ, và còn gây hậu quả về sau: Hồng hổ tử đã chiến đấu trong một cuộc chiến tranh du kích chống lại người Nga và đã hỗ trợ người Nhật trong chiến tranh Nga-Nhật để trả thù. Louis Livingston Seaman cho rằng vụ thảm sát là nguyên do khiến Hồng hổ tử đem lòng hận thù đối với người Nga, ông còn dẫn lời một viên sĩ quan Nga tham gia cuộc thảm sát nói rằng người ta có thể đi bộ qua sông Amur trên các thi thể.

## Tranh chấp
Trung Hoa Dân Quốc, thực thể kế thừa nhà Thanh, chưa bao giờ công nhận sự xâm chiếm của người Nga là hợp pháp. Trong Thỏa thuận biên giới Trung-Xô 1991, Cộng hòa Nhân dân Trung Hoa đã từ bỏ chủ quyền đối với 64 đồn. Tuy vậy, chính quyền Trung Hoa Dân Quốc tại Đài Loan không công nhận bất kỳ thỏa thuận biên giới nào giữa Cộng hòa Nhân dân Trung Hoa và các nước khác. Do đó, khu vực vẫn được thể hiện là một phần của Trung Quốc trong một số bản đồ xuất bản tại Đài Loan mặc dù nó đang nằm dưới sự quản lý của tỉnh Amur, Nga.